# Răzvan Martin
Răzvan Constantin Martin (n. 22 decembrie 1991, Cluj-Napoca, România) este un halterofil român.

## Biografie
Martin s-a născut în Cluj-Napoca, a rămas fără tată la vârsta de trei ani și a fost abandonat de mamă. Până la vârsta de 9 ani a stat mai mult pe străzi, el fiind adus la Clubul Sportiv Gloria Bistrița de Mugur Saranciuc, antrenor emerit de haltere.
A câștigat medalia de bronz la Jocurile Olimpice de vară din 2012, categoria 69 kg, unde a ridicat un total de 332 kg.
Răzvan Martin a fost depistat pozitiv la un control anti-doping efectuat la 11 aprilie 2013, la Campionatele Europene de la Tirana, fiind este suspendat până la 11 aprilie 2015. În 2020, lui Martin i-a fost retrasă medalia cucerită la Jocurile Olimpice din 2012 pentru folosirea unor steroizi anabolizanți.